# Nemoleon variipennis
Nemoleon variipennis är en insektsart som först beskrevs av Navás 1929.  Nemoleon variipennis ingår i släktet Nemoleon och familjen myrlejonsländor. Inga underarter finns listade i Catalogue of Life.